# Купол Цепи
Купол Цепи (араб. قبة السلسلة‎; ивр. כיפת השלשלת‎) — отдельностоящий купол, располагающийся в Старом городе в Иерусалиме. Одна из старейших структур на Храмовой горе. Он не является мечетью или храмом, но используется в качестве молельного дома. Купол имеет диаметр 14 метров, что делает его третьим по величине зданием на Храмовой горе после мечети аль-Акса и Купола Скалы.

## История создания
Некоторые структуры внутри купола датируются доисламскими временами, но среди ученых широко принята гипотеза, что Купол Цепи был построен в эпоху вхождения территории Палестины в Омейядский халифат, во время правления Абдул-Малик ибн Мервана. После вторжения крестоносцев в Левант в 1099 году купол стал часовней, посвященной Иакову Зеведееву. В 1187 году здание было возвращено мусульманам после того, как Саладин отбил Иерусалим у крестоносцев. Последний капитальный ремонт был проведен в 1975—76 годах.
По мнению арабских историков Купол Цепи (без учёта внешней стены) был использован в качестве модели для Купола Скалы. Подобно последнему Купол Цепи имеет колонны, связанные между собой деревянными балками, и поддержку из аркад. Купол Скалы в три раза выше Купола Цепи, занимаемые ими площади и высоты пропорциональны.